# Шибинка
Шибинка — деревня в Можайском районе Московской области в составе Юрловского сельского поселения. Численность постоянного населения по Всероссийской переписи 2010 года — 8 человек. До 2006 года Шибинка входила в состав Губинского сельского округа.
Деревня расположена в южной части района, на правом берегу безымянного левого притока реки Протва, примерно в 25 км к юго-западу от Можайска, высота центра над уровнем моря 212 м. Ближайшие населённые пункты — Глуховка на юге, Вороново на северо-западе и Преснецово на сзападе.